# Mitromorpha pinguis
Mitromorpha pinguis é uma espécie de gastrópode do gênero Mitromorpha, pertencente a família Mitromorphidae.